# Levering (Nederlands recht)
Levering is in het Nederlands recht een vast onderdeel van de eigendomsoverdracht. Het omvat het geheel aan handelingen dat tot doel heeft een goed van het vermogen van een vervreemder in het vermogen van een verkrijger te doen overgaan. Zonder levering is de eigendomsoverdracht niet compleet en kan de eigendom van een goed dus niet overgaan.

## Algemeen
Levering bestaat uit twee onderdelen: een goederenrechtelijke overeenkomst en een leveringshandeling.

### Goederenrechtelijke overeenkomst
Hoewel het in de wet niet expliciet genoemd wordt is voor de levering ten eerste een goederenrechtelijke overeenkomst vereist. Dit is een meerzijdige rechtshandeling waarbij de vervreemder verklaart het goed vanuit zijn vermogen te willen doen overgaan in het vermogen van de verkrijger en waarbij de verkrijger deze verklaring aanneemt. De Hoge Raad lijkt het vereiste van een goederenrechtelijke overeenkomst te onderschrijven in het arrest Meijs q.q./Bank of Tokyo.

### Leveringshandeling
Welke leveringshandeling vereist is, is afhankelijk van het type goed dat wordt overgedragen. Er bestaan verschillende te verrichten formaliteiten afhankelijk van of het gaat om een niet-registergoed, registergoed of een vorderingsrecht. Voor registergoederen zijn de formaliteiten vastgelegd in art. 3:89 BW, voor roerende zaken, niet-registergoederen in artt. 3:90-3:92 BW, voor rechten aan toonder of order art. 3:93 BW, voor vorderingen op naam in art. 3:94 BW en voor aandelen in goederen in art. 3:96 BW. Daarnaast bestaat er een restbepaling, te vinden in art. 3:95 BW.

## Levering van roerende zaken, niet-registergoederen
De levering van roerende zaken, niet-registergoederen is geregeld in art. 3:90 lid 1 BW:
„De levering vereist voor de overdracht van roerende zaken, niet-registergoederen, die in de macht van de vervreemder zijn, geschiedt door aan de verkrijger het bezit der zaak te verschaffen.”
Het sleutelwoord is ‘bezitsverschaffing’. Bezitsverschaffing is, zoals het zegt, het door de vervreemder aan de verkrijger verschaffen van het bezit van het goed. Dit moet niet worden verward met bezitsoverdracht. Voor bezitsoverdracht is vereist dat de vervreemder het bezit heeft. Voor bezitsverschaffing is dit niet nodig. Bezitsverschaffing kan dus ook geschieden door de houder en is daarmee een ruimer begrip dan bezitsoverdracht.

### Corporele bezitsverschaffing
De meest simpele en meest voorkomende wijze van bezitsverschaffing is het feitelijk overgeven van het goed of een ander goed waarmee de verkrijger de feitelijke macht over het over te dragen goed uit kan oefenen. De levering van een fiets geschiedt door de terhandstelling van de fiets. Ook de symbolische overgave valt onder de corporele wijzen van bezitsverschaffing. Een voorbeeld is de overgave van de sleutels bij de levering van een auto. Door de overgave van de sleutels stelt de vervreemder de verkrijger in staat de feitelijke macht uit te oefenen over de over te dragen auto.

### Niet-corporele bezitsoverdracht
In een aantal gevallen is het (met name bij roerende zaken) mogelijk dat de levering indirect plaatsvindt. Dit is met name van toepassing als de zaak momenteel door een ander dan de eigenaar wordt gehouden.

#### Levering met de korte hand (traditio brevi manu)
Bij een levering met de korte hand (Latijn traditio brevi manu) geregeld in art. 3:115 sub b BW is de verkrijger reeds de houder (namens de eigenaar/bezitter), en kan levering dus geschieden zonder feitelijke overgave van de zaak. Een voorbeeld: A huurt een fiets bij B. A besluit dat hij de fiets eigenlijk wel wil houden en wil de fiets van B kopen. B gaat akkoord met de koop. Bij een normale levering zou A de fiets eerst terug moeten geven aan B, waarna B hem aan A kan leveren. Bij de levering met de korte hand blijft de fiets bij houder A en wordt A door een tweezijdige verklaring bezitter van de fiets.

#### Levering met de lange hand (traditio longa manu)
Tegenhanger van de hierboven genoemde levering met de korte hand is de levering over de lange hand (Latijn traditio longa manu), geregeld in art. 3:115 sub c BW. Bij een levering met de lange hand wordt een zaak overgedragen die zich op het moment van levering onder een derde bevindt. Een voorbeeld is als A zijn fiets laat repareren bij fietsenmaker F en ondertussen zijn fiets verkoopt aan B. Met een levering over de lange hand is niet nodig dat A eerst zijn fiets bij F weghaalt, vervolgens aan B levert, waarna B de fiets weer bij F terugbrengt, maar kan A de fiets aan B leveren via F. Hiervoor is enkel een tweezijdige verklaring nodig en een mededeling aan F. In plaats van voor A houdt F de fiets nu voor B, en B kan de fiets dus na de reparatie bij F ophalen. Het bezit gaat over zodra F de overdracht erkent of zodra A of B de overdracht aan F mededeelt.

#### Leveringconstituto possessorio
De derde vorm van indirecte levering is de constitutum possessorium, vaak afgekort tot c.p. (letterlijk ‘houderschapsverklaring’). Deze leveringsvorm is geregeld in art. 3:115 sub a BW. Bij een levering c.p. wordt het bezit overgedragen, maar blijft de zaak onder de vervreemder. De nieuwe bezitter wordt dan middellijk bezitter via de vervreemder en de vervreemder verandert van bezitter naar houder namens de nieuwe bezitter. Een voorbeeld: A koopt een fiets van B, maar B wil de fiets eigenlijk nog twee weken gebruiken. A en B komen overeen dat B de fiets nog twee weken onder zich mag houden, maar A wil wel dat B de fiets direct aan hem levert. In een situatie zonder c.p. zou het volgende gebeuren: A koopt de fiets van B. B levert de fiets aan A, waarna A de fiets weer aan B geeft op grond van een bruikleenovereenkomst. Bij c.p. blijft de fiets dus in de feitelijke macht van B, maar gaat de eigendom wel vast over op A. B is hierdoor onmiddellijk houder, niet-eigenaar en A is eigenaar, middellijk bezitter.
Bij een levering c.p. komt ook het verschil tussen de termen ‘bezitsverschaffing’ en ‘bezitsoverdracht’ weer naar boven. Een levering c.p. is een vorm van bezitsoverdracht, een term die, zoals we hierboven gezien hebben, minder ruim is dan bezitsverschaffing. Voor c.p. geldt dat de vervreemder het bezit van het goed moet hebben. Een houder kan daarom niet c.p. leveren buiten de bezitter om. Een houder kan immers wel het bezit van een goed verschaffen, maar kan dit niet overdragen omdat hij zelf geen bezitter is.

## Levering van registergoederen
Voor onroerende zaken en andere registergoederen vereist de wet dat de levering geschiedt per notariële akte en inschrijving van die akte in de daartoe bestemde openbare registers (art. 3:89 lid 1 en 4 BW). Bijvoorbeeld bij de aan- en verkoop van een huis dient een dergelijke akte ten overstaan van de notaris te worden opgesteld en vastgelegd, dit is een wettelijke verplichting. De levering is pas compleet als de akte in de openbare registers is ingeschreven. De inschrijving kan zowel door de vervreemder als door de verkrijger gebeuren (de verkrijger heeft de vervreemder hier dus niet voor nodig). In de praktijk wordt het echter meestal door de notaris gedaan.
Voor de levering van registergoederen geldt dat op het moment van leveren (de inschrijving van de akte in het openbaar register) tevens de overige twee eisen van eigendomsoverdracht moeten gelden: een geldige titel en beschikkingsbevoegdheid. In tegenstelling tot de levering van roerende zaken, niet-registergoederen kan er dus geen sprake zijn van bezitsverschaffing door een onbevoegde.
Omdat de levering pas voltooid is bij de inschrijving van de akte geldt er een interim-periode tussen het verlijden en het inschrijven. In deze interim-periode kan de vervreemder nog failliet gaan, kan er beslag worden gelegd op het over te dragen goed en kan de vervreemder het goed nog aan een ander leveren.

## Levering van vorderingsrechten

### Levering van vorderingen op naam
De levering van een vordering op naam wordt cessie genoemd. Cessie komt voor in twee vormen: openbare cessie en stille cessie. Degene die levert noemen we cedent. De verkrijger noemen we cessionaris. De schuldenaar van een gecedeerde vordering heet debitor cessus of kortweg cessus.
Art. 3:94 lid 1 BW beschrijft de openbare cessie. Voor openbare cessie is vereist dat een akte wordt opgemaakt (dit kan een ongeregistreerde onderhandse akte zijn) en mededeling wordt gedaan aan de debitor cessus. Zonder de mededeling gaat de vordering niet over. Wie de mededeling doet is niet belangrijk; dit kan zowel de cedent als de cessionaris zijn.
Art. 3:94 lid 3 BW beschrijft de stille cessie. In tegenstelling tot de openbare cessie is hierbij geen mededeling aan de schuldenaar vereist. Wel is een geregistreerde onderhandse akte of een notariële (authentieke) akte vereist. De levering kan niet aan de cessus worden tegengeworpen zonder mededeling door de cedent of cessionaris.

### Levering van toonder- en ordervorderingen
Omdat toonder- en ordervorderingen op papier zijn vastgelegd, geschiedt de levering hiervan door de feitelijke overdracht van het toonder- of orderpapier (art. 3:93 BW)-. Voor een vordering aan toonder is dit voldoende. Voor een vordering aan order is boven op de overdracht endossement vereist. Dit betekent dat op de achterkant de naam van de nieuwe schuldeiser wordt geschreven.